# Tunesische Männer-Handballnationalmannschaft
Die tunesische Männer-Handballnationalmannschaft vertritt Tunesien bei internationalen Turnieren im Herrenhandball und ist mit zehn Afrikameisterschaften die erfolgreichste Mannschaft auf dem Kontinent. Tunesien nahm bisher an sechzehn an Weltmeisterschaften teil, die beste Platzierung erreichte sie mit dem vierten Platz bei der WM 2005 im eigenen Land.

## Teilnahme an Meisterschaften

### Weltmeisterschaften
- WM 1967: 15. Platz
- WM 1995: 15. Platz
- WM 1997: 16. Platz
- WM 1999: 12. Platz
- WM 2001: 10. Platz
- WM 2003: 14. Platz
- WM 2005: 4. Platz
- WM 2007: 11. Platz
- WM 2009: 17. Platz
- WM 2011: 20. Platz
- WM 2013: 11. Platz
- WM 2015: 15. Platz
- WM 2017: 19. Platz
- WM 2019: 12. Platz
- WM 2021: 25. Platz
- WM 2023: 25. Platz

### Afrikameisterschaften
- Afrikameister (10)
  -  1974, 1976, 1979, 1994, 1998, 2002, 2006, 2010, 2012, 2018

- Vizeafrikameister (8)
  -  1985, 1992, 1996, 2004, 2008, 2014, 2016, 2020

- Drittplatzierter (6)
  -  1981, 1983, 1987, 1989, 1991, 2000

### Olympische Spiele
- Olympia 1972: 16. Platz
- Olympia 1976: qualifiziert, Mannschaft aber zurückgezogen, siehe Olympiaboykott 1976
- Olympia 2000: 10. Platz
- Olympia 2012: 08. Platz
- Olympia 2016: 12. Platz

### Vierländerturniere
- Tunesien 2021: Sieger

## Bekannte ehemalige Nationalspieler
Siehe auch Wikipedia-Artikel zu tunesischen Handballnationalspielern
- Anouar Ayed
- Wissem Hmam
- Heykel Megannem

## Bekannte ehemalige Trainer
- Ion Popescu
- Reiner Ganschow
- Sead Hasanefendić
- Alain Portes (2009–2013)